# Aria umida
L'aria umida è una miscela di aeriformi, composta da aria cosiddetta "secca" (ovvero i gas azoto, ossigeno, anidride carbonica più i componenti minori) e da vapore acqueo, presente nello stato di vapore surriscaldato (in quanto a pressione minore della tensione di vapore saturo).
Nella troposfera il vapore d'acqua è in genere presente in quantità comprese tra circa l'1 e il 3% in massa, in funzione delle condizioni ambientali. La concentrazione relativamente bassa permette tuttavia di ritenere ancora valida l'approssimazione di gas perfetto.

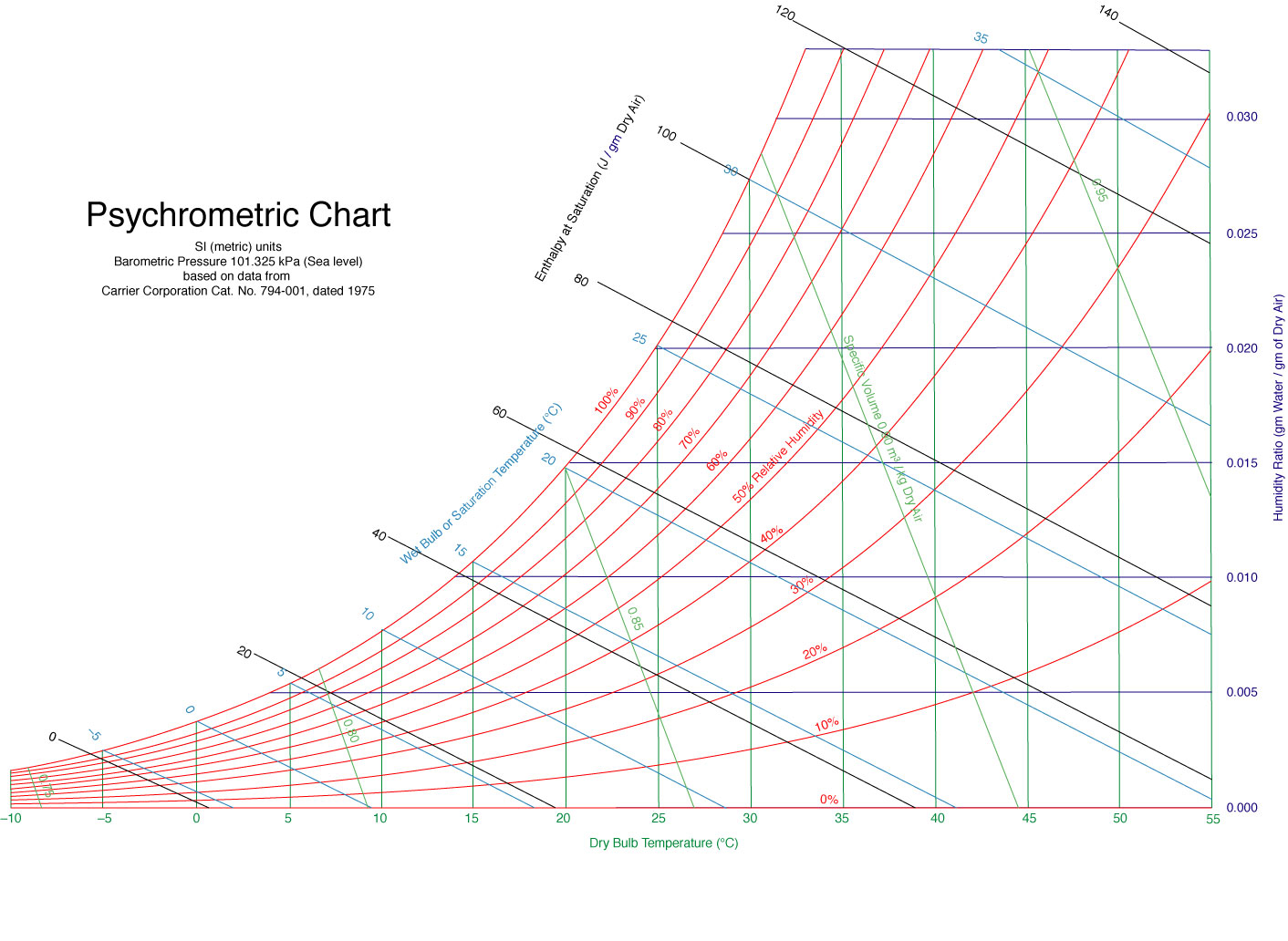
Diagramma di Carrier, utilizzato per stimare le proprietà di un sistema acqua-aria.

Le principali grandezze termodinamiche che caratterizzano l'aria umida sono: 
- Entalpia
- Temperatura di bulbo secco
- Temperatura di bulbo umido
- Temperatura di rugiada
- Titolo di vapore
- Umidità relativa
- Umidità specifica
- Volume specifico

Le trasformazioni dell'aria umida assumono un'importanza basilare nello studio del condizionamento ambientale (HVAC) e nella meteorologia, e possono essere visualizzate sul diagramma psicrometrico.

Le trasformazioni più comuni sono:
- miscelazione adiabatica di correnti a diverso grado igrometrico
- riscaldamento o raffreddamento sensibile a titolo costante
- umidificazione o deumidificazione adiabatica.

È uno dei principali sistemi studiati dalla psicrometria.